# Akidearest
Akidearest（アキディアレスト、1993年2月16日 - ）はフィリピン系アメリカ人のYouTuber、声優。本名：アグネス・ウサギ・ディエゴ（Agnes Usagi Diego）。英語圏において最も有名な女性アニメYouTuberとして知られる。YouTubeのチャンネル登録者数は289万人。YouTube動画はアニメ・漫画・日本文化など日本のポップカルチャーをコメディ調に紹介したものが多く見られる。Tokyo Creative株式会社所属。身長約157cm。

## 来歴
1993年2月16日カリフォルニアに出生、生後3カ月でバージニア州に移住する。最終的にはネバダ州ラスベガス移住する。大学では心理学とグラフィックデザインを学び、学業の傍らリサイクルショップ・書店・映画館でアルバイトを行う。学位を取得した後、2014年12月18日にYouTubeチャンネル「Akidearest」を立ち上げる。
2016年、米国のテレビシリーズ『Did You Know Anime?』にてナレーションを担当。同年11月、インバウンド向け旅行会社Odigo Japan株式会社とのタイアップで屋久島観光のPRを行う。
2017年9月、イタリア人歌手セバスティアーノ・セラフィニ『FIRE』のミュージックビデオでThe Anime Manと共演。また同年10月、同氏の楽曲『ON THE RUN ft AUDIOSPETTRO』のミュージックビデオに再出演する。
2018年、米国のテレビシリーズ『Hellsing Ultimate Abridged』にて声優を担当。
2019年1月5日に東京へ移住。東京スカイツリーで開催された『キングダムハーツ3』発売イベントを取材。同年7月、以前からのファンであった日本人ギタリストのMIYAVIと対面しインタビューを行う。また同年、米国のビデオゲーム『The World Next Door』にて声優としてカメオ出演する。
同年6月、チャンネル登録者数200万人の記念として東京各地でアニメ『NARUTO』に扮してマラソンを行う。動画の収益金が米小児医療専門病院St. Jude Children's Research Hospitalへ寄付される。Tokyo Creative株式会社に所属する。
米国の大規模アニメイベント「Otakuthon」や「Momocon」など数々のアニメイベントのゲスト・パネリストとして出演するなど、YouTuberの垣根を超えますます活躍の幅を広げている。

## 人物
両親がフィリピン出身であり、出産前に米国に移住。幼少期から日本のアニメやゲームに触れて育つ。
日本の大衆的なアニメ・漫画・ゲームから成人向けコンテンツに至るまであらゆるサブカルチャーに精通している。またコスプレイヤーとしても知られ、日本のアニメのコスプレ（『ポケットモンスター』のメッソン、『Dr.スランプ』のアラレちゃん、『Re:ゼロから始める異世界生活』のレムなど）も海外の視聴者に人気である。コスプレ文化に対して深い造詣があり、海外のコスプレイベントで様々な問題が起こっている現状について、「互いを尊重し楽しむべきだと思う。互いのコスプレを必ずしも好きでなければいけないということではなく、最も大事なのは相手を尊重することが可能である、ということだと思う」と述べた。
好きなアニメに『AKIRA』『新世紀エヴァンゲリオン』『フリクリ』『キルラキル』『犬夜叉』『東京喰種トーキョーグール』、またジブリアニメの『風の谷のナウシカ』『思い出のマーニー』などを挙げている。また好きな漫画に『おやすみプンプン』、ビデオゲームに『アサシンクリード』『キングダムハーツ』『ダーククラウド』、好きな映画に『博士と彼女のセオリー』『イミテーション・ゲーム/エニグマと天才数学者の秘密』『それでも夜は明ける』を挙げている。
国連から日本の成人向けコンテンツにおける女性の描写が「女性や少女への性的暴力を推進している」として問題提起された際には「これらの作品には性暴力の問題を深刻に捉えているものから単純に性的趣向として捉えているものもあり、現実とファンタジーの境界線や子供への影響も含めて議論することが必要だと思う」という要旨を述べた。
自身のアバターとして「タコの触手を持った猫耳女性」を用いている。
日本の好きな場所は原宿・浅草・表参道であり、秋葉原は「皮肉にもアニメの量に圧倒されるため頻繁に行かない」としている。
大学時代に好きな授業は哲学と文化人類学であったが、基本的には歴史を学ぶことが好きだと述べている。
2016年にYouTuberのThe Anime Manと交際中であることを明かしている。

## 出演

### ビデオゲーム（声優）
- The World Next Door - 2019年[2]

### テレビシリーズ（声優）
- Did You Know Anime? - 2014年[2]
- Hellsing Ultimate Abridged - 2018年[2]

### イベント
- Otakuthon -2016[3]
- Anime Matsuri -2016[4]
- Amazing Hawaii Comic Con -2017[5]
- Indy Popcon -2017[6]
- Animecon (Finland) -2017 and 2018[7]
- Anime USA -2018[8]
- Momocon -2018[9]
- Akon -2018[10]
- Holiday Matsuri -2019[11]
- J-con -2019[12]